# Гай Копоний
Гай Копо́ний (лат. Gaius Coponius; умер после 31 года до н. э.) — римский военачальник и политический деятель из плебейского рода Копониев, претор 49 года до н. э. Весной 53 года до н. э. Гай или его брат, Тит, находился в проконсульской армии Красса и участвовал в карательной экспедиции полководца; после сражения близ Карр со своим гарнизоном прикрыл отступление уцелевших солдат. Во время гражданской войны 49—45 годов воевал на стороне помпеянцев, командуя родосской частью огромного флота. По одной из версий, смог возвратиться в Рим после разгрома под Тапсом, однако был внесён в проскрипционные списки триумвиров. В 30-х гг. до н. э. находился на службе у будущего императора Августа.

## Биография

### Происхождение
Гай принадлежал к неименитому плебейскому роду, происходившему из Тибура. Известно, что его отец и дед носили один и тот же преномен — Тит, причём, согласно Марку Туллию Цицерону, первым из Копониев права римского гражданства, по одной из версий, в промежутке между 104 и 81 годами до н. э. (а, согласно другой, — до начала Союзнической войны) получил Тит-младший, добившись осуждения некоего Гая Мазона, предположительно, сенаторского достоинства. У Гая, по-видимому, был старший брат — Тит, «просвещённейший и учёнейший юноша, посвятивший себя благородным занятиям и самым высоким наукам».

### Гражданская карьера
Сведений о ранних годах жизни и политической карьеры Копония в сохранившихся источниках крайне мало; известно лишь, что он получил прекрасное образование, изучая философию и право. На основании одного фрагмента из речи Цицерона в защиту Луция Корнелия Бальба можно предположить, что к 56 году до н. э. Гай уже вошёл в сенат. Следовательно, не позднее 57 года Копоний мог занимать квестуру. Вместе со своим братом 3 и 4 апреля 56 года до н. э. выступал свидетелем на судебном процессе по делу Марка Целия Руфа, которому инкриминировались попытка убийства Клодии, организация массовых волнений в Неаполе, избиение александрийцев в Путеолах и убийство египетского философа Диона. Последний являлся наставником братьев Копониев в Александрии и часто останавливался в доме Тита.
Считается, что весной 53 года до н. э. Гай в качестве префекта гарнизона находился в армии триумвира Марка Лициния Красса, предпринявшего карательный поход на Парфию. Однако, автор классического справочника по римским магистратам Р. Броутон склонен полагать, что в Сирию вместе с триумвиром всё же отправился не Гай, а его старший брат. В кровопролитном бою под Каррами Копоний участия не принимал, но благодаря извещению Эгнация, начальника конницы в армии Красса, оказал неоценимую услугу спасшимся, прикрыв отступление римлян. 
На 49 год до н. э. Копоний был избран претором; для него чеканил денарии монетный триумвир по имени Квинт Сициний. Помимо того, с началом возникшего конфликта между Гаем Юлием Цезарем и Гнеем Помпеем Великим, переросшим в гражданскую войну, вместе с Публием Лупом производил набор солдат для помпеянцев в провинциях, после чего соединился со всеми военными силами у Брундизия с действующими консулами Луцием Лентулом и Гаем Марцеллом. После совещания республиканцев в Эпире Гней Помпей направил Копония с полномочиями пропретора на Восток, в сопровождении Гая Клавдия Марцелла, для формирования флота. Вскоре тот прибыл с родоссцами в Адриатику, где дислоцировался у Диррахия, близ которого в ходе морского сражения  10 июля 48 года до н. э. совместно с тем же Гаем Марцеллом руководил родосскими кораблями. Позже, находясь уже в Аполлонии, Гай весьма энергично, но безуспешно пытался перехватить цезарианскую эскадру под руководством Марка Антония и Квинта Фуфия Калена: последним удалось спастись только благодаря очень сильному, южному, ветру.
Согласно В. Рязанову, российскому исследователю римских монет периода кризиса Республики, после Фарсала Копоний, по всей видимости, отправился с остальными уцелевшими помпеянцами, находящимися в Диррахии, в Африку, но там активного участия в борьбе не принимал. Пережив разгром войск Квинта Метелла Сципиона, назначенного главнокомандующим после бегства и последовавшего в Египте убийства Гнея Помпея, близ Тапса, Гаю в силу активно применявшейся диктатором «политики милосердия» было разрешено вернуться в Рим, где он продолжил заседать в цезаревом сенате.

### Послеубийства Цезаря
С образованием осенью 43 года до н. э. тайного политического союза между Марком Антонием, Лепидом и юным Октавианом в конце этого года, в числе прочих приверженцев республиканского строя, Копония внесли в проскрипционные списки. По свидетельству Аппиана из Александрии, только заступничество его супруги перед Антонием сохранило жизнь Гаю. Вскоре он перешёл на службу к Октавиану, и в 30-е годы до н. э. стал одним из неформальных лидеров римского сената. Вполне вероятно, что он дожил до 31 года и принял участие в сражении при мысе Акций.

## Потомки
От брака с неизвестной женщиной имел дочь, Копонию, выданную замуж за Публия Силия, ординарного консула 20 года до н. э.